# Sankt Sava serbisk-ortodoxa kyrka
Sankt Sava serbisk-ortodoxa kyrka (serbiska: Свети Сава Српска православна црква/Sveti Sava Srpska pravoslavna crkva) är en serbisk-ortodox kyrkobyggnad belägen i den västra änden av Bägerstavägen, nära herrgården Enskede gård i stadsdelen Enskede gård i Söderort, i Stockholms kommun.
Kyrkan är helgad åt Sankt Sava, som grundade den serbisk-ortodoxa kyrkan och var dess första ärkebiskop. Den är också katedral för det serbisk-ortodoxa stiftet i Storbritannien och Skandinavien.

## Historik
Församlingen Sankt Sava övertog år 1983 en kyrka i Enskede, som tidigare hade tillhört en församling som hade tillhört Swedenborgianism. 
Under arbetet för att restaurera kyrkan och bygga om den till serbisk-ortodox upptäcktes svåra mögel- och fuktskador, varför man blev tvungen att riva den, och en ny uppfördes i dess ställe på samma plats 1991.
Den 5 oktober 2014 invigdes kyrkan, efter att ha varit i bruk i många år. Vid ceremonin närvarade bland andra den dåvarande serbisk-ortodoxa patriarken Irinej och det serbiska kronprinsparet.

## Inventarier
Inne i kyrkan finns målningar av den berömde serbiske kyrkomålaren Marko Ilic.

## Bilder

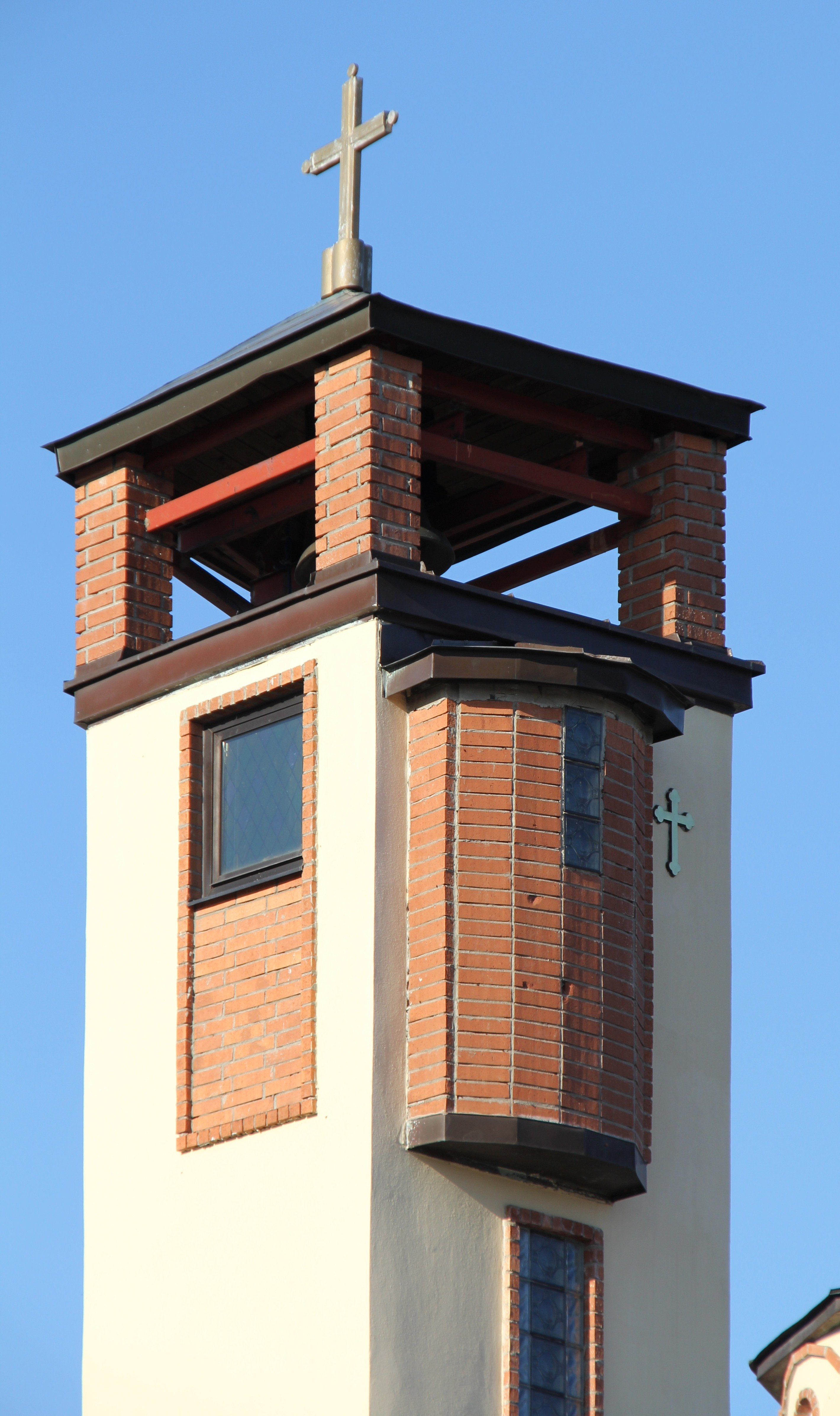
Klocktornet.
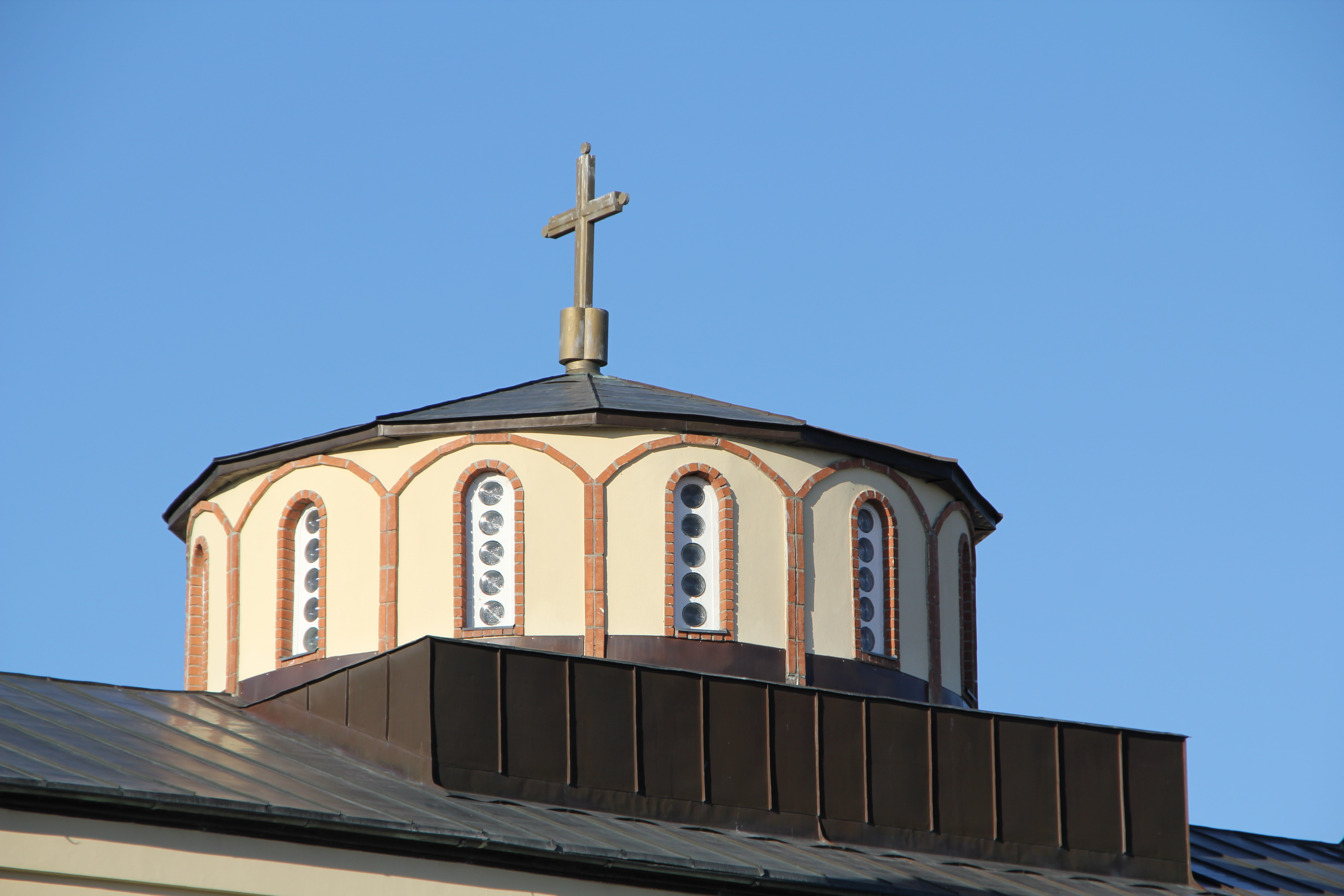
Kupolen.

### Fotnoter
1. ↑  hämtat från: ryskspråkiga Wikipedia.[källa från Wikidata]
2. ↑  hämtat från: polskspråkiga Wikipedia.[källa från Wikidata]
3. ↑  hämtat från: engelskspråkiga Wikipedia.[källa från Wikidata]
4. ↑  ”Enskede Gård”. Stockholms stadsmuseum. Arkiverad från originalet den 15 februari 2012. https://web.archive.org/web/20120215200925/http://www.stadsmuseum.stockholm.se/kma.php?kategori=63&sprak=svenska. Läst 23 maj 2010.
5. ↑  ”Stor invigning i Stockholm”. Sankt Johannes ordensällskap. 12 augusti 2014. Arkiverad från originalet den 12 januari 2015. https://web.archive.org/web/20150112202011/http://www.sankt-johannes.se/index.php/nyheter/39-stor-invigning-i-stockholm. Läst 12 januari 2015.